# Gastronomía de Belice

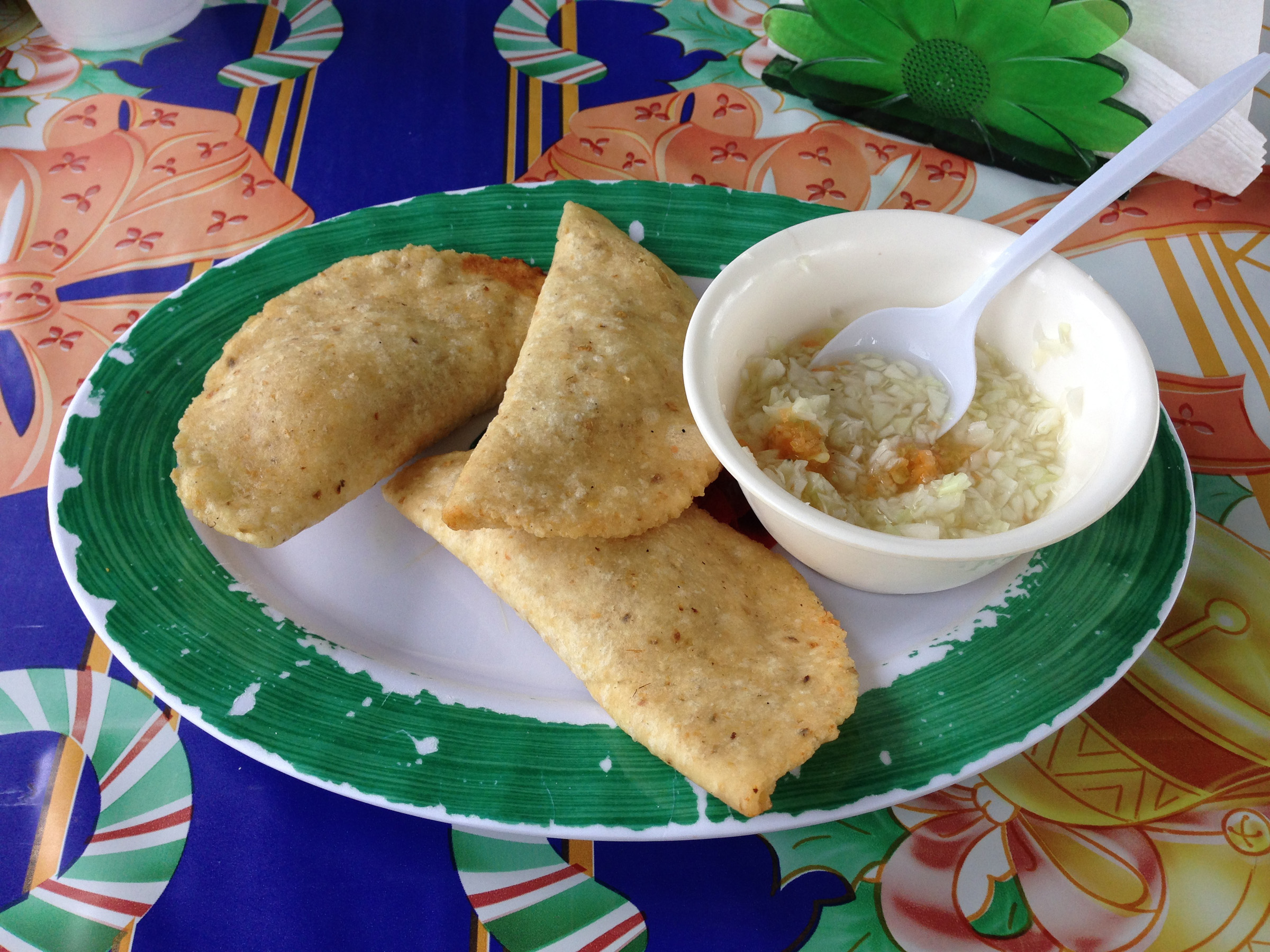
Empanadas de pescado.

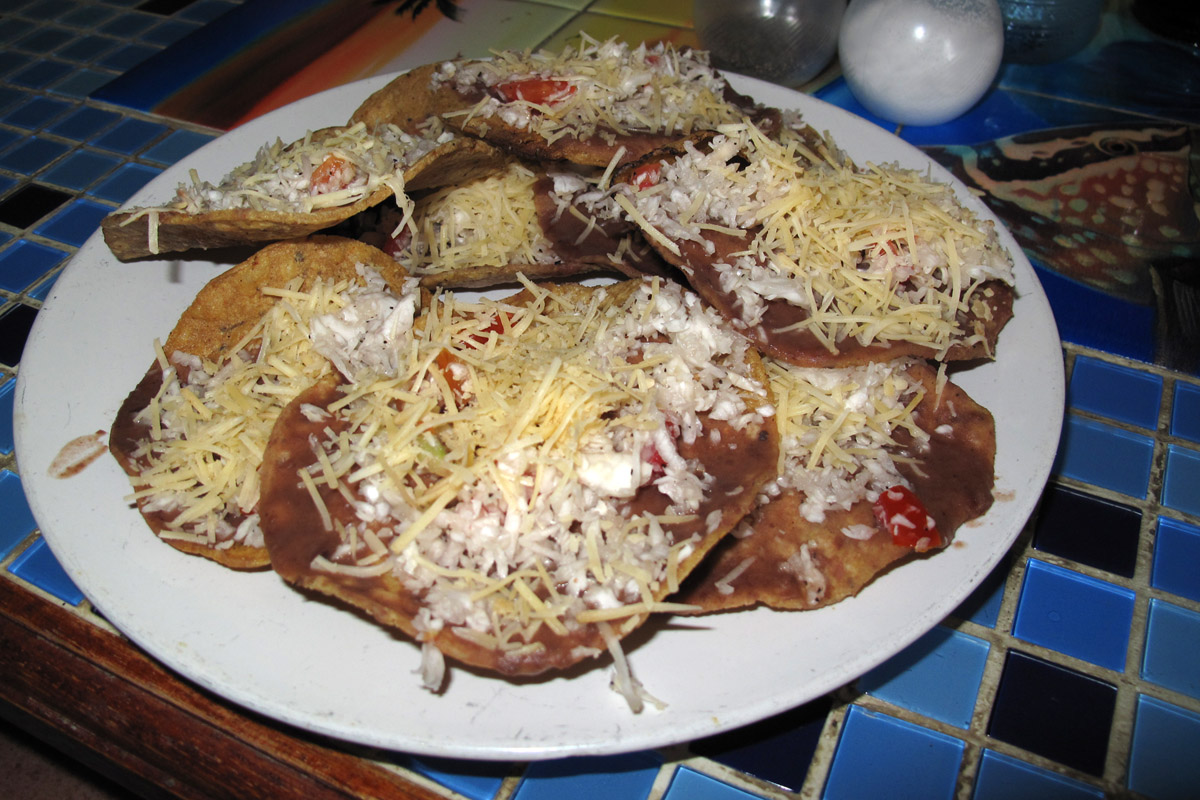
Garnachas.

La gastronomía de Belice es una amalgama de todas las etnias en la nación de Belice tiene su propia naturaleza en la región del norte su amplia variedad de alimentos, respectivamente. El desayuno a menudo consiste en partes de pan, tortillas de harina o papas fritas que a menudo son caseras y se comen con varios tipos quesos. Todos a menudo se acompañan con frijoles refritos, quesos y varias formas de huevos, etc. Incluye también cereales junto con leche, café o té. 
Las comidas del mediodía varían, desde comidas más ligeras como arroz y frijoles, tamales, empanadas, escabeche, chimole/chirmole (sopa), estofado de pollo, garnaches (tortillas fritas con frijoles, queso y cebolla picada, salsa o repollo cortado en cubitos) a varias cenas constituidas con algún tipo de arroz y frijoles, carne y ensalada o ensalada de coleslaw. 
En las zonas rurales, las comidas pueden simplificarse más que en las ciudades. Los mayas usan el recado, el maíz o el maíz para la mayoría de sus comidas, y los garífunas son aficionados a los mariscos, la yuca (especialmente en pan de yuca o Ereba) y las verduras. Belice abunda en restaurantes y establecimientos de comida rápida que se venden a precios bastante bajos. Las frutas locales son bastante comunes, las verduras crudas de los mercados lo son menos. La hora de la comida es una comunión para familias y escuelas, y algunas empresas cierran a mediodía para el almuerzo, reabriendo más tarde por la tarde.

## Mestizo y maya

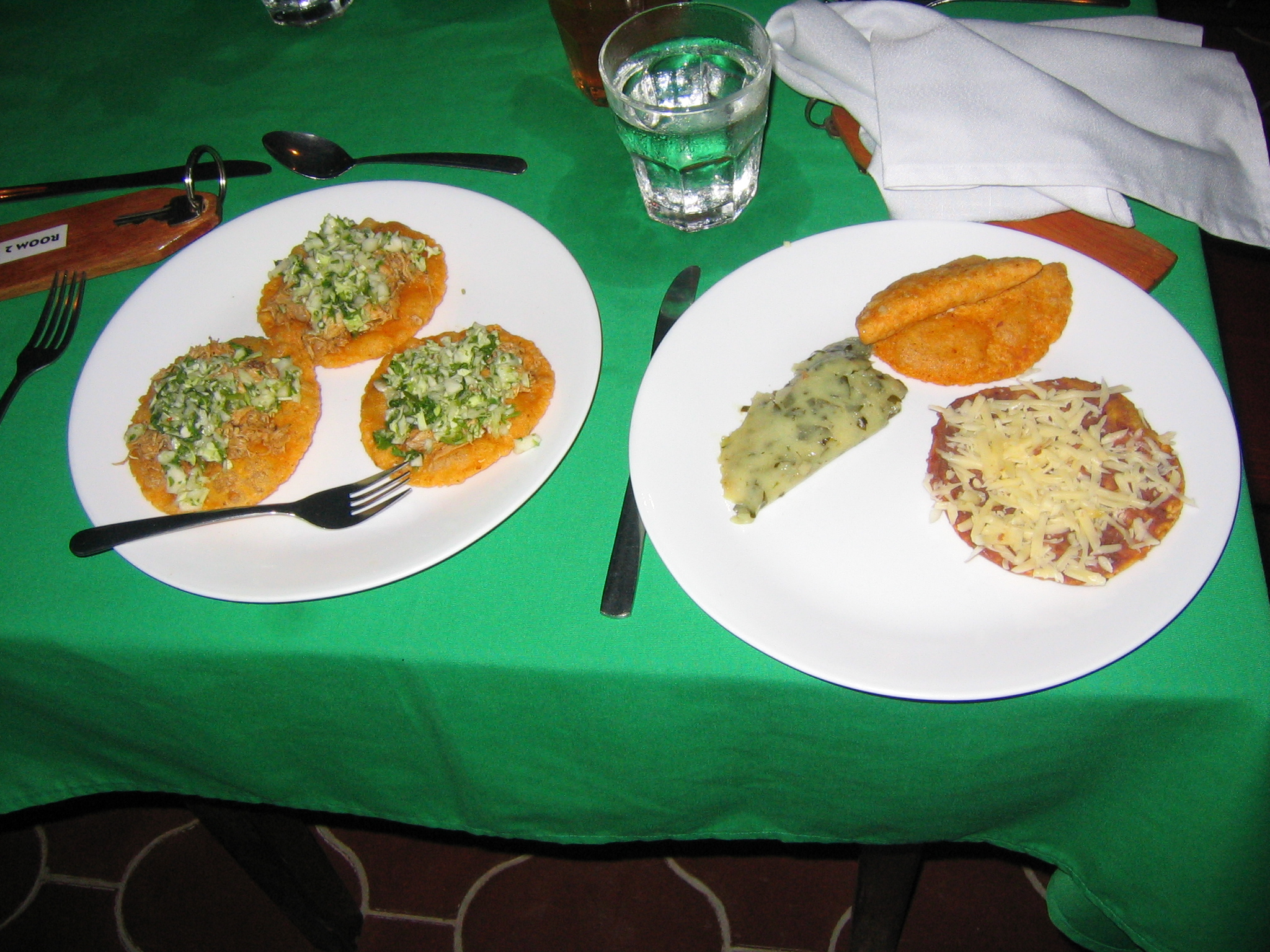
Alimentos tradicionales mestizo-beliceños.

Los productos de charcutería originales de la cultura mestiza que ahora se consideran pan-beliceños incluyen garnaches, tortilla de maíz frita untada con frijoles y queso rallado, tamales hechos de maíz y pollo o su hermana y panes que se pueden considerar como una empanada de maíz frita con frijoles o pescado desmenuzado sazonado dentro y cubierto con cebollas en escabeche. 
El plato maya más famoso se llama Caldo. Las tortillas, cocinadas en un comal y usadas para envolver otros alimentos (carne, frijoles, etc.), eran comunes y son quizás la comida mesoamericana precolombina más conocida. Los tamales consisten en masa de maíz, que a menudo contiene un relleno, envueltos en una hoja de maíz y cocidos al vapor. Tanto el atole como el pozole eran platos a base de gruel a base de líquido que se elaboraron mezclando maíz molido con agua, pero siendo el primero mucho más denso utilizado como fuente de bebida y el segundo con granos de maíz grandes y completos incorporados en un caldo de pollo. Aunque estos platos se pueden consumir solos, se agregaron otros ingredientes para diversificar el sabor, que incluyen, por ejemplo, miel, chiles, carne, mariscos, cacao, cebollas silvestres y sal. 
Se cultivaron varias variedades diferentes de frijoles, incluidos  pintos, rojos y negros. Otros cultivos, incluidas las frutas, contribuyeron a la dieta general de los antiguos mayas, como el tomate, los chiles, el aguacate, el ojoche, la guayaba, la guanábana, la papaya, la piña, la calabaza y la batata. Se cultivaron y usaron varias hierbas, incluyendo vainilla, epazote, achiote (y la semilla de achiote), canela blanca, hoja santa, hoja de aguacate y ajo sacha.

## Kriols

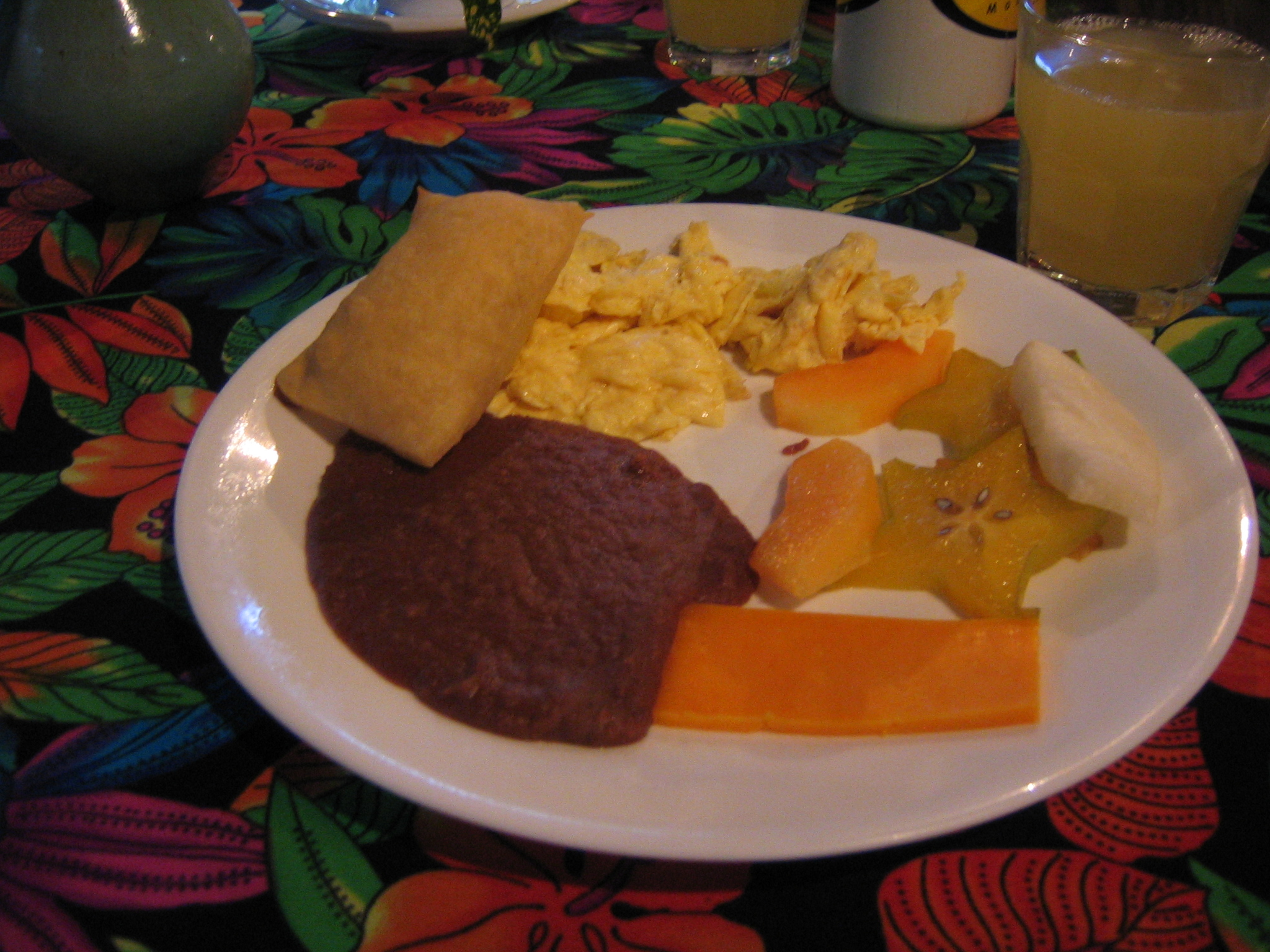
Un desayuno tradicional de Belice.

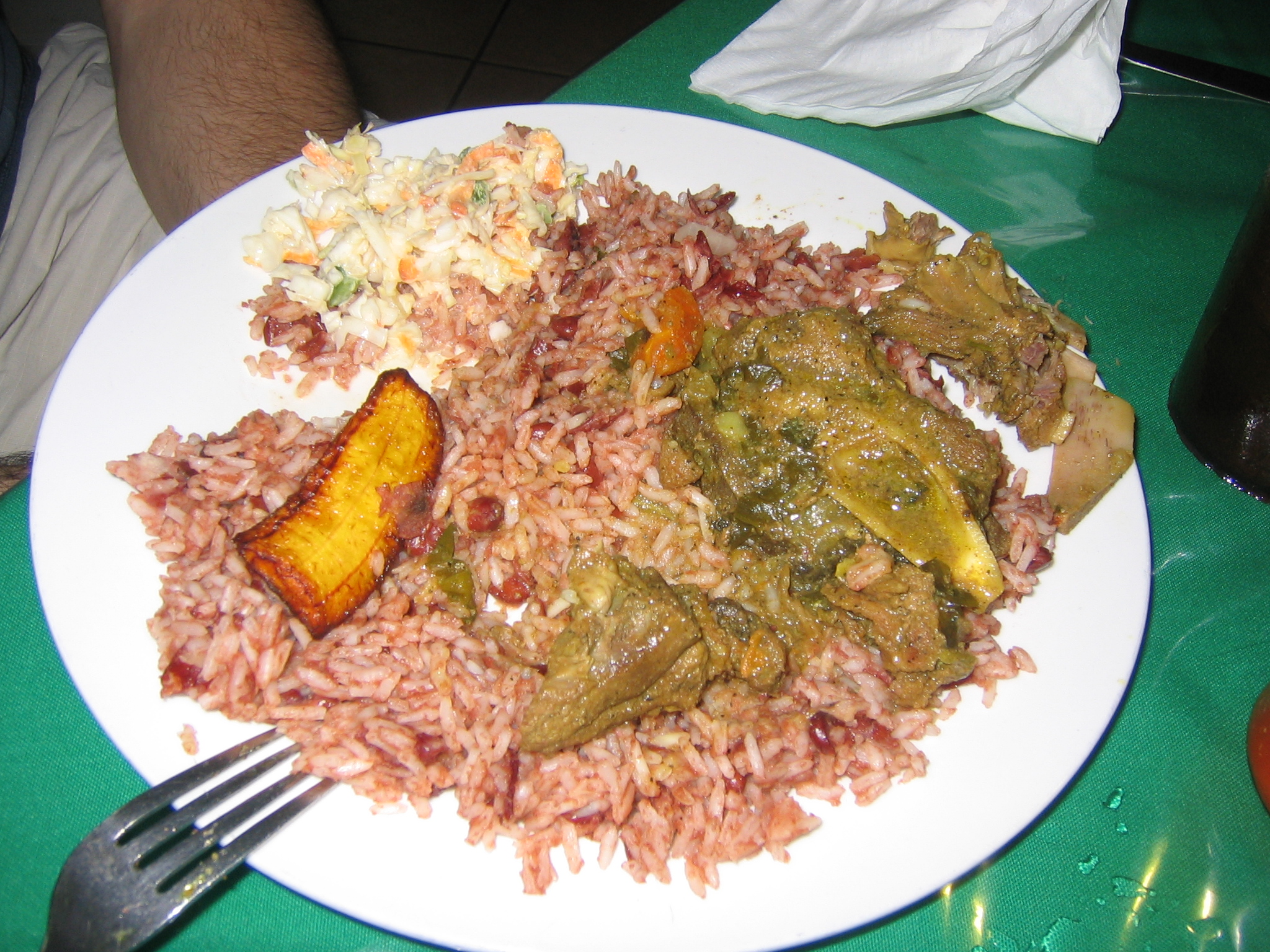
Una cena tradicional de Belice.

Los kriols en general comen una dieta relativamente equilibrada. La 'bilis' (o hervir) se considera el plato cultural de los kriols de Belice. Es una combinación de huevos duros, pescado o cola de cerdo, con una serie de alimentos molidos como la mandioca, plátanos verdes, ñame, batatas, cacao y salsa de tomate. En Belice, la yuca se convierte tradicionalmente en "bammy", un pequeño pastel frito de yuca heredado de los garífunas. 
La raíz de yuca se ralla, se enjuaga bien, se seca, se sala y se prensa para formar tortas planas aproximadamente 4 pulgadas de diámetro y 1/2 pulgada de espesor. Los pasteles se fríen ligeramente, luego se sumergen en leche de coco y se fríen nuevamente. Los bammies generalmente se sirven como guarnición con almidón en el desayuno, con platos de pescado o solo como refrigerio. Cassava Pone es una receta tradicional de postre de Kriol beliceño y de las Indias Occidentales para un pastel clásico de harina de yuca, a veces hecho con cocos y pasas. 
El serri de pescado Kriol es similar a un plato de la cultura garífuna, llamado hudut. Hay dos tipos principales de hudut: uno hecho con leche de coco, similar al seré descrito anteriormente, pero hecho con puré de plátano medio maduro. El otro tipo no usa leche de coco y se puede comparar mejor con una sopa de pescado picante. A veces se agrega Bos a pepa, una salsa de pimienta de Belice hecha del habanero caliente o el jalapeño más suave. 
Cada parte del coco tiene algún uso: la cáscara seca para artes ornamentales y para encender el fuego en una barbacoa; el agua como bebida refrescante o como mezclador con bebidas alcohólicas; la carne rallada para su leche para usos como se describe anteriormente, o en otras preparaciones, como el distintivo sabor a pan de Kriol con sabor a coco. Dukunu es un plato hecho con almidón endulzado (generalmente harina de maíz, pero también puede ser envuelto en maíz dulce y hervido en papel de aluminio o una hoja de plátano). Cahn Sham es maíz seco molido o en polvo endulzado. La carne de coco rallada seca, después de mezclarla con agua y exprimir su leche, proporciona la base para muchos postres beliceños. 
Como tarta de coco y tartas, corteza de coco (el coco rallado se endulza con azúcar y se hornea en una corteza de harina doblada como una empanada), tablata, que es la carne de coco rallada mezclada con finas rodajas de jengibre, azúcar y agua, horneada y cortada en cuadrados; también está la versión llamada cut-o-brute, que está hecha de trozos de coco en lugar de trozos rallados; y luego hay un poco, hecho con coco rallado medio verde, leche, harina, azúcar, huevos, esencia de limón, margarina y polvo de hornear (similar al pastel de coco); dulce de coco; y helado de coco. 
Como se señaló anteriormente, los jitomates fritos o los pasteles Johnny acompañados de frijoles fritos con salchichas o huevos son un desayuno beliceño común. Tanto los jitomates como los pasteles Johnny están hechos de harina, pero mientras que los jitomates están aplanados y fritos, los pasteles Johnny son galletas redondas y esponjosas, a menudo cubiertas con mantequilla o una rodaja de queso. 
Entre los alimentos básicos principales de una cena de Kriol están el arroz y los frijoles con algún tipo de carne y ensalada, ya sea papa, vegetales o ensalada de col, mariscos que incluyen pescado, concha, langosta, algunas carnes de caza como iguana, venado, pecarí y gibnut; y alimentos molidos como yuca, papas, cacao y plátanos. Por lo general, se sirve jugo o agua fresca, en ocasiones reemplazados por refrescos y bebidas alcohólicas (los vinos caseros hechos con bayas, anacardos, sorosi, toronjas y arroz son especialmente comunes). 
Los postres típicos incluyen dulces como el wangla y el bollo en polvo, pasteles y tartas, y el budín de papa (libra). Por lo general, se puede ver en una mesa de desayuno pan y bollos hechos especialmente (con su nombre oficial), pasteles johnny y pasteles fritos (también llamados jitomates fritos). En los últimos años, los Kriols han adoptado alimentos de otros grupos como lo han hecho con los suyos. 

## Garifuna

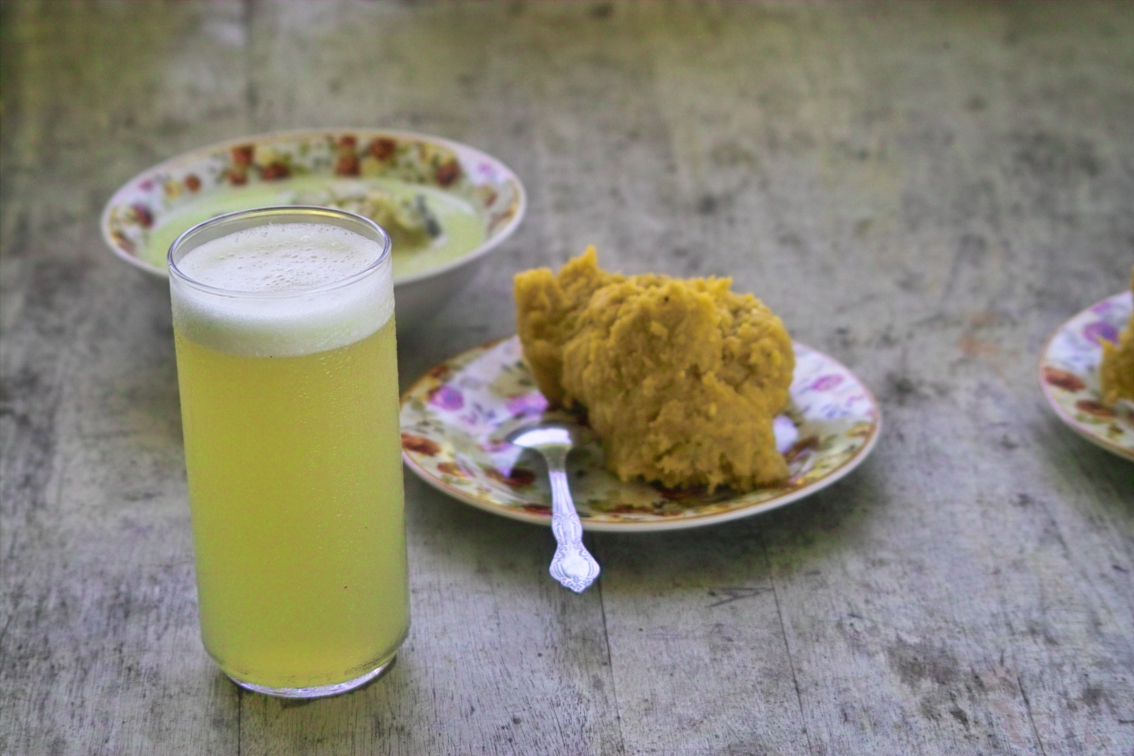
Una cena tradicional garífuna.

Existe una amplia variedad de platos garífunas, incluida la ereba (pan de yuca) más comúnmente conocida hecha de yuca rallada o mandioca. Esto se hace en un proceso antiguo y lento que involucra una larga canasta tejida en forma de serpiente (ruguma) que filtra la yuca de su jugo. Luego se seca durante la noche y luego se tamiza a través de cestas redondas planas (hibise) para formar harina que se hornea en panqueques en una plancha de hierro grande. Ereba se come con cariño con pescado, hudutu (plátanos machacados) o solo con salsa (lasusu). Otros incluyen: Bundiga (un lasusu de plátano, Mazapán, y Bimacacule (arroz dulce pegajoso). 

## Ingredientes populares
Hay una diferencia en los sabores de las carnes, como el pavo y el pollo, de otros países debido a las diferencias en la dieta de los animale que se alimentan con alimentos locales en comparación con los granos importados. Los pollos beliceños, en particular, algunos alegan en comparación con otros pollos tienen un sabor inusualmente rico. Los beliceños comen mucho más pollo y pescado que la carne de res o de cerdo. 
- Mandioca
- Cohune
- Plátano
- Habanero
- Chayote (conocido localmente como "chocho")
- Pimienta de Jamaica
- Jengibre
- Calaloo
- Cebolleta
- Mangos
- Frutipan
- Ñame
- Ajo
- Pimienta negra
- Bacalao seco y salado (conocido localmente como "pescado salado")
- Carne de res salada
- Tomillo
- Pies de vaca
- Cola de cerdo
- Leche de coco
- Coco
- Guayaba
- Guanábana
- Maracuyá
- Caña de azúcar
- Kétchup
- Cebolla
- Salsa marrón
- Sapote de mamey (conocido localmente como "mahmee")
- Calabaza
- Aguacate (conocido localmente como "pera")
- Frijol negro
- Poroto
- Rosella (conocida localmente como "alazán")
- Tamarindo (conocido localmente como "tambran")
- Fruta de estrella
- Manzana dorada
- Nanche
- Nanjea
- Piña
- Manzana malaya
- Vinagre
- Recado
- Masa
- Maíz
- Curry

## Platos populares
- Ceviche
- Papas fritas
- Buñuelo de caracola
- Dukunu
- Hudut
- Bilis
- Tamales
- Pollo al curry
- Arroz con frijoles: arroz guisado con frijoles y leche de coco[3]
- Garnachas
- Empanadas
- Salbutes
- Burritos
- Estofado de pollo
- Estofado de res marrón
- Caldo
- Pez Escabeche
- Sopa de concha
- Callaloo y pescado salado
- Repollo y pescado salado
- Pescado al vapor
- Cowfoot